# バリフ川

太線がバリフ川

バリフ川（バリク川、Balikh、クルド語：Belih）はユーフラテス川の大きな支流の一つ。トルコ南東部のカラジャ山（Karaca dağ）付近に発し南へ流れ、シリア領内に入り、同国北東部のラッカ市街地の東付近でユーフラテス川に注ぐ。通常、バリフ川は年中を通して水がなくなることはなく、バリフ河谷地域のステップ地域の重要な水源になっている。
バリフ川上流では野生のコムギの密な群生が見られる。コムギはカラカ山周辺の地方で最初に栽培されたと考えられている。バリフ川流域は文明や文化の豊かな地域で、左岸や右岸には紀元前6千年紀に遡る住居跡が散在する。その内の最古の遺跡がテル・サビ・アブヤド（Tell Sabi Abyad）で、現在発掘が進んでいる。バリフ川が三角州を形成してユーフラテス川に合流する地域（現在のラッカ周辺）には紀元前3千年紀に遡るトゥットゥル（Tuttul）の遺跡が、北（上流）のワジ・ハマドにはテル・チュエラ（Tell Chuera）の遺跡があり、いずれも紀元前3千年紀の上メソポタミアの重要都市であった。この地域は何千年にもわたり、ステップに住む遊牧民と川沿いの農地に住む農耕民との覇権争いの歴史が続いた。
紀元前2世紀から3世紀にかけてはエデッサ（現在のトルコ・ウルファ）を都とするアッシリア人の国オスロエネ（Osroene）があり、古代ローマの支配下にありながらほぼ独立状態にあった。7世紀にイスラム帝国に支配されると、バリフ川流域はアラブ人の部族ムダル族にちなんでディヤル・ムダル（Diyar Mudar）と呼ばれるようになった。
古代ローマからイスラム時代にかけて、アル・ルファ（ar-Ruha'、ウルファ、シャンルウルファ、古代のエデッサ）やハラン（Harran、ハッラーン、古代のカルラエ）などが流域の主要都市として勃興した。ハランは伝統的に、アブラハムがカナンの地に移る前に住んだ場所であると考えられており、その子イサクや孫ヤコブの妻たちの生まれた場所であるともされてきた。またムスリムの伝承では、アブラハム（イブラーヒーム）はアル・ルファ（エデッサ）で生まれたとされる。762年、アッバース朝の第2代カリフ・マンスールはバリフ川とユーフラテス川の合流点のアル・ラフィカに兵営を築いたが、ラフィカは隣接するセレウコス朝時代以来の都市カリニコス（現在のラッカ）と合体し双子都市となり、第5代カリフ・ハールーン・アッ＝ラシードがラッカに首都を移した際にその絶頂期を迎えた。
ラッカはモンゴル帝国に破壊され滅亡したがオスマン帝国のもとで再建され、現在はラッカはシリアのラッカ県の県都としてバリフ川下流地域の中心となっている。またウルファはトルコのシャンルウルファ県の県都であり、バリフ川上流の穀倉地帯の中心都市になっている。